# Maksims Toņiševs
Maksims Toņiševs (Riga, 12 maggio 2000) è un calciatore lettone, centrocampista del Riga FC e della nazionale lettone.

## Carriera

### Club
Cresciuto nel RFS Riga con cui disputa anche il Torneo di Viareggio 2018, nello stesso anno esordisce in prima squadra, entrando al posto di Davis Indrans nella gara contro il Valmiera valida per la venticinquesima giornata di Virsliga.
Nella stagione 2019 si trasferisce in prestito al neopromosso BFC Daugavpils, club con cui raggiunge la salvezza. Tornato al RFS, continua a trovare poco spazio, totalizzando appena tre presenze in campionato, tanto da passare nuovamente a luglio in prestito al BFC Daugavpils. In questo secondo ritorno al BFC Daugavpils, Toņiševs realizza la sua prima rete in campionato, quella che regala alla sua squadra la vittoria contro il Metta nella ventiduesima giornata disputata il 17 ottobre 2020.
La sua carriera ha una svolta nel 2021, quando passa al Valmiera: col nuovo club, che ha da subito ambizioni importanti, Toņiševs diventa subito titolare e l'8 luglio 2021 esordisce nelle coppe europee, giocando l'andata del primo turno di qualificazioni alla UEFA Europa Conference League 2021-2022 contro il Sūduva. Nel 2022 vince il primo storico campionato del club; l'11 luglio 2023 esordisce in Champions League, disputando la gara contro l'Olimpia Lubiana, valida per l'andata del primo turno di qualificazioni. Dopo la retrocessione del club in Conference League, mette a segno la sua prima rete in competizioni europee per club, siglando addirittura una doppietta il primo agosto 2023, nella goleada contro i sammarinesi del Tre Penne valida per il ritorno del secondo turno di qualificazione.

### Nazionale
È stato un importante elemento delle nazionali giovanili lettoni, tanto da collezionare 11 presenze con la selezione Under-19 e 16 con l'Under-21. Nel 2021 divenne capitano dell'Under-21.
Ha esordito con la nazionale maggiore il 19 giugno 2023, entrando al posto di Alvis Jaunzems nella gara contro l'Armenia valida per le Qualificazioni al campionato europeo di calcio 2024.

## Statistiche

### Cronologia presenze e reti in nazionale
| Cronologia completa delle presenze e delle reti in nazionale ― Lettonia | Cronologia completa delle presenze e delle reti in nazionale ― Lettonia | Cronologia completa delle presenze e delle reti in nazionale ― Lettonia | Cronologia completa delle presenze e delle reti in nazionale ― Lettonia | Cronologia completa delle presenze e delle reti in nazionale ― Lettonia | Cronologia completa delle presenze e delle reti in nazionale ― Lettonia | Cronologia completa delle presenze e delle reti in nazionale ― Lettonia | Cronologia completa delle presenze e delle reti in nazionale ― Lettonia |
| Data                                                                    | Città                                                                   | In casa                                                                 | Risultato                                                               | Ospiti                                                                  | Competizione                                                            | Reti                                                                    | Note                                                                    |
| ----------------------------------------------------------------------- | ----------------------------------------------------------------------- | ----------------------------------------------------------------------- | ----------------------------------------------------------------------- | ----------------------------------------------------------------------- | ----------------------------------------------------------------------- | ----------------------------------------------------------------------- | ----------------------------------------------------------------------- |
| 19-6-2023                                                               | Erevan                                                                  | Armenia                                                                 | 2 – 1                                                                   | Lettonia                                                                | Qual. Euro 2024                                                         | -                                                                       | 65’                                                                     |
| 21-11-2023                                                              | Varsavia                                                                | Polonia                                                                 | 2 – 0                                                                   | Lettonia                                                                | Amichevole                                                              | -                                                                       | 88’                                                                     |
| 11-6-2024                                                               | Liepāja                                                                 | Lettonia                                                                | 1 – 0                                                                   | Fær Øer                                                                 | Coppa del Baltico 2024                                                  | -                                                                       | 80’                                                                     |
| 7-6-2025                                                                | Riga                                                                    | Lettonia                                                                | 0 – 0                                                                   | Azerbaigian                                                             | Amichevole                                                              | -                                                                       |                                                                         |
| 10-6-2025                                                               | Riga                                                                    | Lettonia                                                                | 1 – 1                                                                   | Albania                                                                 | Qual. Mondiali 2026                                                     | -                                                                       | 90’                                                                     |
| Totale                                                                  |                                                                         | Presenze                                                                | 5                                                                       |                                                                         | Reti                                                                    | 0                                                                       |                                                                         |

## Palmarès
- Campionato lettone: 1

Valmiera: 2022